# Aurora Pleșca
Aurora Pleșca (* 2. September 1963 in Timișoara als Aurora Darco) ist eine ehemalige rumänische Ruderin.

## Biografie
Bei den Olympischen Sommerspielen 1984 in Los Angeles war Pleșca Teil der rumänischen Crew, die in der Regatta mit dem Achter die Silbermedaille gewann. Bei den Weltmeisterschaften ein Jahr zuvor hatte sie mit dem rumänischen Achter den fünften Platz belegt.